# ArangoDB
ArangoDB est un système de gestion de base de données NoSQL. Il utilise son propre langage de requêtes (AQL) et supporte le format GeoJSON.